# 박희수 (야구인)
박희수(朴熙洙, 1983년 7월 13일 ~ )는 전 KBO 리그 SK 와이번스의 투수이자, 현 KBO 리그 삼성 라이온즈의 2군 투수코치이다.

## 선수 시절

### 아마추어 시절
대전고 졸업 후 2002년 SK 와이번스의 2차 6라운드(전체 43순위) 지명을 받았고 동국대 체육교육학과 졸업 후 입단하였다.

### SK 와이번스시절
2006년에 5경기에 출전해 2.1이닝 2실점을 기록했다. 이렇다 할 활약은 보여주지 못했으며 이듬해에는 1군에 오르지 못한 채 상무 야구단에 입대했다.

### 상무 야구단시절
2008년에 입단하였다.

### SK 와이번스복귀
2009년에 복귀하였다. 2010년에 14경기에 등판해 4점대 평균자책점을 기록했다. 2011년에 67이닝 76탈삼진, 1점대 평균자책점을 기록하며 팀 불펜의 새로운 힘이 됐고, 2011년 9월에 평균자책점 1위를 했다.
2012년에는 당시 같은 팀이었던 정우람이 마무리로 전환해 그가 셋업맨으로 자주 등판했다. 2012년 9월 27일 한화전에서 당시 KBO 리그 한 시즌 최다 홀드 기록이었던 권오준의 32홀드를 경신했고, 그 해 34홀드를 기록했다.
2013년에는 정우람의 군 복무로 인해 그가 마무리로 보직을 변경했다. 마무리 투수 첫 해임에도 불구하고 24세이브를 기록했다. 2014년 6월에 어깨 부상을 당하며 시즌 아웃됐고, 8월에 복귀했다. 8월 25일 KIA전에서 김광현이 담 증세로 등판이 갑자기 취소되자 같은 유형의 투수가 대체 출전해야 하는 규정에 따라 선발 등판해 1.1이닝 3탈삼진을 기록 후 채병용과 교체됐다. 2016년에는 다시 마무리를 맡아 26세이브를 기록했으나 2017년에는 부진한 모습을 보이며 마무리 자리를 서진용에게 내주고 중간 계투로 시즌을 시작했다. 이후 서진용의 부진으로 다시 마무리를 맡을 기회가 왔지만 기대에 부응하지 못하고 다시 마무리에서 이탈했고, 6점대 평균자책점으로 시즌을 마무리했다. 2018년과 2019년에는 다시 나아진 모습을 보였으나 2020년에는 24.2이닝 5점대 평균자책점을 기록했고, 시즌 후 방출됐다.

## 야구선수 은퇴 후
2021년부터 상무 야구단의 투수코치로 활동했다.

## 플레이 스타일
- 오른손잡이지만 좌완 오버핸드 투수로서 공이 빠르지는 않지만 구위와 코너웍이 좋고, 팔 스윙이 빠르고 공이 잘 감춰서 나온다.
- 투심 패스트볼, 서클 체인지업, 슬라이더, 커브를 던질 수 있으며 평균 구속은 135km/h이다. '체인지업성 투심'으로 다른 투수들의 체인지업이 완만한 각을 그리는 반면 그는 홈 플레이트 근처에서 급격하게 꺾이는 공을 던진다. 타자 입장에서는 직구와의 유사성 측면에서 혼동을 겪는다. 제구도 뛰어나다. 체인지업의 제구 높이는 시즌 평균이 56cm로, 좌완 오버핸드 평균(64cm) 보다 8cm 낮다. 김상현은 "공을 놓는 타깃이 좋다"고 평가했다.[4]
- 투심이 일품인 것으로 유명한데, 이는 '바키 투심'이라고 불린다. SK 선수들은 '악마의 투심'이라고 평가했다.

## 에피소드
- 2011년 6월 17일 LG전에서 데뷔 첫 승을 기록했는데 그 때 SK 와이번스가 지고 있어 그는 패전 처리조로 활동했다. 그러나 경기 후반 임찬규가 볼넷을 연속으로 남발해 밀어내기를 계속 허용했고, 팀이 역전에 성공하며 데뷔 첫 승을 거뒀다. 이 경기를 계기로 1군에서 오래 활동하게 됐다.

## 출신 학교
- 대전유천초등학교
- 한밭중학교
- 대전고등학교
- 동국대학교

## 통산 기록
| 연도 | 팀명   | 평균자책점 | 경기 | 완투 | 완봉 | 승 | 패 | 세 | 홀 | 승률  | 타자 | 이닝  | 피안타 | 피홈런 | 볼넷 | 사구 | 탈삼진 | 실점 | 자책점 |
| ---- | ------ | ---------- | ---- | ---- | ---- | -- | -- | -- | -- | ----- | ---- | ----- | ------ | ------ | ---- | ---- | ------ | ---- | ------ |
| 2006 | SK     | 7.71       | 5    | 0    | 0    | 0  | 0  | 0  | 0  | -     | 16   | 2.1   | 7      | 0      | 3    | 0    | 1      | 2    | 2      |
| 2010 | SK     | 4.58       | 14   | 0    | 0    | 0  | 0  | 0  | 0  | -     | 78   | 17.2  | 23     | 2      | 7    | 0    | 15     | 9    | 9      |
| 2011 | SK     | 1.88       | 39   | 0    | 0    | 4  | 2  | 1  | 8  | 0.667 | 265  | 67    | 40     | 3      | 30   | 3    | 76     | 19   | 14     |
| 2012 | SK     | 1.32       | 65   | 0    | 0    | 8  | 1  | 6  | 34 | 0.889 | 312  | 82    | 52     | 2      | 27   | 3    | 93     | 12   | 12     |
| 2013 | SK     | 2.27       | 43   | 0    | 0    | 1  | 2  | 24 | 1  | 0.333 | 185  | 47.2  | 31     | 1      | 13   | 1    | 46     | 12   | 12     |
| 2014 | SK     | 3.48       | 21   | 0    | 0    | 1  | 2  | 13 | 0  | 0.333 | 88   | 20.2  | 17     | 1      | 8    | 4    | 29     | 8    | 8      |
| 2015 | SK     | 5.40       | 14   | 0    | 0    | 0  | 0  | 0  | 2  | -     | 51   | 10    | 13     | 3      | 8    | 1    | 12     | 6    | 6      |
| 2016 | SK     | 3.29       | 51   | 0    | 0    | 4  | 5  | 26 | 0  | 0.444 | 237  | 54.2  | 43     | 3      | 26   | 5    | 37     | 23   | 20     |
| 2017 | SK     | 6.63       | 48   | 0    | 0    | 2  | 6  | 8  | 9  | 0.250 | 183  | 38    | 49     | 8      | 19   | 4    | 29     | 29   | 28     |
| 2018 | SK     | 3.27       | 35   | 0    | 0    | 1  | 2  | 0  | 4  | 0.333 | 146  | 33    | 35     | 1      | 15   | 3    | 30     | 14   | 12     |
| 2019 | SK     | 1.57       | 34   | 0    | 0    | 0  | 1  | 1  | 2  | 0.000 | 124  | 28.2  | 29     | 1      | 13   | 3    | 14     | 9    | 5      |
| 2020 | SK     | 5.47       | 28   | 0    | 0    | 0  | 1  | 0  | 0  | 0.000 | 112  | 24.2  | 28     | 4      | 10   | 0    | 26     | 16   | 15     |
| 통산 | 12시즌 | 3.02       | 397  | 0    | 0    | 21 | 22 | 79 | 60 | 0.488 | 1797 | 426.1 | 367    | 29     | 179  | 27   | 408    | 159  | 143    |